# 5-я бригада морской пехоты Балтийского флота
5-я бригада морской пехоты — воинское соединение СССР в Великой Отечественной войне.

## История
Сформирована за счёт личного состава Балтийского флота в Кронштадте, в конце августа 1941 года.
В составе действующей армии во время Великой Отечественной войны с 21 августа 1941 года по 2 сентября 1942 года.
Была подчинена командованию Ижорского укреплённого района. Начала переброску железной дорогой в район Ораниенбаума, выгружалась севернее Котлов. Во время переброски два батальона бригады были изъяты из ей состава и на их основе был сформирован сводный полк морской пехоты, морем переброшенный в Койвисто для отражения десанта финских войск. 25 августа 1941 года первые прибывшие подразделения бригады заняли оборонительные позиции севернее Котлов в тылу отступающей 8-й армии и с ходу ввязались в бои за восстановления положения в Котлах. C 30 августа 1941 года отходит, затем ведёт бои за Копорье, действуя совместно с 268-й стрелковой дивизией.
Оставшиеся части бригады под напором войск противника отходили к Ораниенбауму, в конце концов стабилизировав положение в сентябре 1941 года по рубежу реки Воронки. 5 сентября 1941 года части бригады сменили на позициях 11-ю стрелковую дивизию в районе Керново на рубеже по реке Воронке от Финского залива до озера Лубенское и в течение 1941—1942 годов держит там оборону на Ораниенбаумском плацдарме.
2 сентября 1942 года переименована в 71-ю морскую стрелковую бригаду.

## Подчинение
| Дата            | Фронт (округ)       | Армия                                                        | Корпус (группа) | Примечания |
| --------------- | ------------------- | ------------------------------------------------------------ | --------------- | ---------- |
| 01.09.1941 года | Балтийский флот     | Ижорский укреплённый район Кронштадтской военно-морской базы | -               | -          |
| 01.10.1941 года | Балтийский флот     | Ижорский укреплённый район Кронштадтской военно-морской базы | -               | -          |
| 01.11.1941 года | Ленинградский фронт | Приморская оперативная группа                                | -               | -          |
| 01.12.1941 года | Ленинградский фронт | Приморская оперативная группа                                | -               | -          |
| 01.01.1942 года | Ленинградский фронт | Приморская оперативная группа                                | -               | -          |
| 01.02.1942 года | Ленинградский фронт | Приморская оперативная группа                                | -               | -          |
| 01.03.1942 года | Ленинградский фронт | Приморская оперативная группа                                | -               | -          |
| 01.04.1942 года | Ленинградский фронт | Приморская оперативная группа                                | -               | -          |
| 01.05.1942 года | Ленинградский фронт | Приморская оперативная группа                                | -               | -          |
| 01.06.1942 года | Ленинградский фронт | Приморская оперативная группа                                | -               | -          |
| 01.07.1942 года | Ленинградский фронт | Приморская оперативная группа                                | -               | -          |
| 01.08.1942 года | Ленинградский фронт | Приморская оперативная группа                                | -               | -          |
| 01.09.1942 года | Ленинградский фронт | Приморская оперативная группа                                | -               | -          |

## Состав
- 4 отдельных стрелковых батальона
- отдельный артиллерийский дивизион
- миномётные батареи
- разведывательная рота
- отдельная рота связи
- сапёрная рота
- заградительная рота
- автотранспортная рота
- медико-санитарная рота.

## Командиры
- майор В. Ф. Райков
- полковник береговой обороны Зайончковский, Василий Казимирович (с сентября 1941)
- подполковник Борщёв, Семён Николаевич (с апреля 1942)

## Отличившиеся воины бригады
| Награда | Ф.И.О.                   | Звание  | Должность          | Дата награждения | Примечания                                                           |
| ------- | ------------------------ | ------- | ------------------ | ---------------- | -------------------------------------------------------------------- |
|         | Вересов, Виктор Иванович | сержант | командир отделения | 21.02.1944       | посмертно, 10.12.1941 гранатой подорвал себя и окруживших его врагов |